# M'barek Ait Menguellet
 (juillet 2014).
Si vous disposez d'ouvrages ou d'articles de référence ou si vous connaissez des sites web de qualité traitant du thème abordé ici, merci de compléter l'article en donnant les références utiles à sa vérifiabilité et en les liant à la section « Notes et références ».
Pour les articles homonymes, voir M’barek et Menguellet.
M'barek Ait Menguellet, né le 1er janvier 1922 et mort en mars 1956, est un militant nationaliste berbériste. Il a été condamné  exécuté par l'ALN algérien durant la Guerre d'Algérie en 1957.

## Biographie
M’barek Ait Menguellet (Mbarek At Mangellat) est né le 1er janvier 1922 à Ighil Bouamas, commune d'Iboudraren. Il fut scolarisé dans l’école de son village natal. En 1935, il rejoignit l’EPS (école primaire supérieure) de Tizi Ouzou jusqu’à 1936-1937 d’où il a été exclu à la suite de la première grève qu’il y initia avec son condisciple Ahmed Zemirli, ancien préfet de Tizi Ouzou, et qui, à cette époque, fut beaucoup de bruit.
Durant l’année 1940, son père, Meziane, propriétaire terrien à Rahouia, dans le département de Tiaret, eut besoin de lui pour l’aider à accomplir ses tâches quotidiennes mais la fibre nationaliste du jeune M’barek et son devoir patriotique ne tarderont pas à le faire revenir en Kabylie. S’il est vrai qu’il cultivait déjà une conscience nationaliste prononcée, il semblerait que la fin de la Seconde Guerre mondiale et les événements dramatiques qui s’ensuivirent le propulsèrent dans son engagement pour la cause nationaliste à la suite de quoi il rejoignit les rangs du Mouvement pour le triomphe des libertés démocratiques (MTLD) puis l’organisation secrète, l’OS, en 1946.
Grâce à lui, tout le secteur ouest de Michelet, soit d’Iboudraren jusqu’à Mayou, fut structuré. Homme convaincu et infatigable, il se donna, corps et âme, à la cause nationale. Il gagna l’estime des dirigeants qui, en 1947, le promurent chef de région de l’OS, liaison armement. Durant la même année, il devint secrétaire du centre municipal d’Ighil Bouamas jusqu’à 1952.
M’barek Ait Menguellet faisait partie de ces militants qui ne dissociaient pas la perspective de l’indépendance nationale de l’impératif de l’identification identitaire. L’identité authentique de l’Afrique du nord était pour lui un préalable pour son édification. Sauf que, en ces temps-là, la question linguistique ne pouvait être évoquée qu’en catimini entre camarades de lutte. M’barek Ait Menguellet réussit, discrètement, à faire adhérer un bon nombre de militants à la cause berbériste.
En parallèle, Messali Hadj, président du parti PPA / MTLD et non moins futur responsable du MNA, utilisa toutes les intrigues pour arrêter les militants de la cause de l’Algérie Algérienne. Pour ce faire, il est arrivé jusqu’à dénoncer des militants berbéro-nationalistes à l’armée française.
M’barek Ait Menguellet, pour sa part, partit à Oran, dans les établissements David Benichou. Il y travailla jusqu’à 1955 avec son compagnon Amar Ould Hamouda en tant que représentant commercial, poste qui lui servit de couverture. Il a pu, ainsi, circuler plus aisément de ville en ville et de village en village pour ses activités politiques notamment dans l’installation de réseaux et de cellules de l’OS. Cette information a été corroborée par un certain Hadj Bourenane Mokrane, originaire du village Derna, mais natif d’El Bayadh, anciennement Geryville. Il a même indiqué une boutique qui servait pour la cellule locale de l’OS et dont le représentant aurait été Mohamed El Hadi Hadj Smain.
Dès que l’administration française fut au courant de l’énorme travail qu’effectuait M’barek Ait Menguellet, elle s’est mise à le rechercher activement. Ce qui contraint M’brek à rejoindre le dense maquis d’At Ouabane le 8 février 1956. Son expérience et son intelligence lui ont permis de déjouer de nombreux pièges de l’administration française. Cependant, il n’a pu s’apercevoir de la fin tragique qu’allait connaître sa destinée qui atterrit entre les mains de ses camarades de combat et dont furent victimes d’autres militants berbéristes avant et après lui.
Le 26 mars 1956, M’barek et ses deux amis patriotes Amar Ould Hamouda et le jeune docteur Salah Ait Mohand Said  furent convoqués au village d’At Ouabane par les colonels Krim Belkacem, Amar Ouamrane et Mohammedi Said ainsi qu’Amer Chikh. Dans un procès où ils n’eurent la chance de se défendre, la sentence d’exécution fut prononcée. Ali Yahia Abdennour écrit dans son livre publié récemment que le congrès de la Soummam a mis sur un pied d’égalité les messalistes, antirévolutionnaires qui venaient de créer un contre-maquis, et les acteurs de la crise de 1949 alors que ces derniers ont répondu à l’appel du 1er novembre. « Un tribunal de l’ALN a donc condamné à mort les berbéristes alors qu’ils s’étaient pleinement engagés dans la révolution », a-t-il révélé.
En juin 1956, trois mois après la mort de M’barek Ait Menguellet, le capitaine Bondier bombarda, depuis Tala Ouzrou, la maison d’Amara Ait Menguellet (cousin de M’barek et responsable dans l’Étoile nord-africaine). Ne pouvant pas atteindre la demeure de M’barek qu’il avait construite en 1948, l’officier français s’est déplacé jusqu’au village pour détruire la maison d’Ait Menguellet par des bombes. Mais avant déjà, les militaires ont essayé de l’incendier mais ils n’ont pas réussi. Puis, pour s’en débarrasser, ils ont mis un drap blanc sur le toit pour permettre de le cibler à partir du village Ait Ali qui fait face à Ighil Bouamas, témoigne Ouahab Ait Menguellet, actuel maire de Tizi Ouzou et fils de Dda M’barek.